# Nicasio di Reims
Nicasio di Reims (Reims, IV secolo – Reims, 407) è stato un vescovo romano a capo della diocesi di Reims alla fine del IV secolo; si fece uccidere dai Vandali che avevano invaso la città per salvarne gli abitanti.
È venerato come santo dalla chiesa cattolica.

## Agiografia
Le notizie sulla sua vita risalgono al X secolo e consistono in un capitolo dell'Historia Remensis ecclesiae, scritto dallo storico Flodoardo. Si riporta che fosse vissuto nel IV secolo a Reims, con la sorella Eutropia, e che fosse divenuto vescovo della città.
Secondo il racconto, quando in città giunse la notizia che era imminente la venuta dei Vandali egli invitò la popolazione a pregare e fare penitenza. Quando gli chiesero se avrebbero dovuto resistere o arrendersi egli rispose: «Aspettiamo la misericordia di Dio e preghiamo per i nostri nemici. Sono pronto a offrirmi in sacrificio per il mio popolo». Per tentare di fermare i barbari, insieme alla sorella Eutropia, al diacono Fiorenzo e al lettore Giocondo, si pose davanti alla porta della cattedrale di Reims dedicata alla Vergine Maria, che lui stesso aveva fatto costruire, e insieme recitavano i salmi, ma furono decapitati. Pare che la testa mozzata di Nicasio abbia continuato a pregare, perciò i Vandali si spaventarono e si ritirarono.
Le spoglie di Nicasio e della sorella vennero seppellite nella chiesa dedicata a sant'Agricola, che poi fu dedicata a lui e attorno alla quale nacque un'abbazia benedettina.

## Culto
Ascritto al Martirologio Romano al 14 dicembre: «A Reims nella Gallia belgica, nell’odierna Francia, passione di san Nicasio, vescovo, che insieme alla sorella Eutropia, vergine consacrata a Cristo, al diacono Fiorenzo e a Giocondo fu ucciso durante una incursione di alcuni pagani davanti alla porta della basilica da lui stesso fondata».